# 完顏素蘭
完颜素兰，金朝大臣。完颜姓，汉名翼，字伯扬。女真族。
至宁元年（1213年）策论进士。累迁应奉翰林文字。权监察御史。翌年，金宣宗迁都南京（今河南省开封市），召留守中都（今北京市）的太子完颜守忠也来赴南京，他力谏留太子共守中都、以壮声势，同时建议减少宫中费用，用来养兵抵御蒙古人。贞祐三年（1215年），从中都计议军事回到南京，告发平章政事术虎高琪结党营私、变乱纪纲，残害忠良，深得宣宗赏识，再任监察御史、内侍局直长，迁谏议大夫，进升为侍御史。进言多有补益。兴定二年（1218年）辽东蒲鲜万奴叛金自立，他和近侍局副使宗室完颜讹可同到辽东察访。还京，担任翰林待制。正大元年（1224年），转任刑部郎中。八月，权户部侍郎。次年三月、担任京西司农卿，改司农大卿，转御史中丞。正大七年，权元帅右都监、参知政事，行省于京兆。迁金安军节度使，兼同、华安抚使。奉命回朝，行至陕西，被蒙古军包围，出奔道中遇害。
他的妻子在崔立之变时，对亲人说：“我丈夫在天下享有重名，我岂肯随众人陷身贼守以辱我丈夫之名。今日一死固然值得，但不可无名而死，也不可离开我家而死。”于是自缢于室。